# Condado de Eagle (Colorado)
O Condado de Eagle é um dos 64 condados do Estado americano do Colorado. A sede do condado é Eagle, e sua maior cidade é Eagle. O condado possui uma área de 4 382 km² (dos quais 10 km² estão cobertos por água), uma população de 41 659 habitantes, e uma densidade populacional de 10 hab/km² (segundo o censo nacional de 2000). O condado foi fundado em 11 de fevereiro de 1883.